# Faro di Westerheversand
Il faro di Westerheversand (in tedesco Leuchtturm Westerheversand) è situato a Westerhever, nell'estremità occidentale del Schleswig-Holstein, nel nord della Germania. È uno dei fari più conosciuti della regione.

## Storia
La torre, situata a circa 1000 metri di distanza dal mare, è alta 40 metri ed è stata costruita a partire dal 1906 per mezzo di 608 piastre in ghisa, del peso complessivo di 130 tonnellate, che poggiano su un piedistallo in muratura.
 
Il faro è entrato in funzione il 26 maggio 1908. Fino al 1974 utilizzava come fonte di luce una lampada ad arco in carbonio; inizialmente l'alimentazione era fornita da due generatori diesel, ma nel 1951 venne collegato alla rete elettrica. A partire dal 1975 la lampada ad arco in carbonio è stata sostituita da una moderna lampada allo xeno da 2000 watt, con una intensità luminosa pari a 183.000 candele.
A partire dal 2001 la torre è stata aperta ai visitatori. Dopo l'automatizzazione della struttura una delle due case dei guardiani ai lati della torre è stata adibita ad ufficio del Parco nazionale del Wattenmeer dello Schleswig-Holstein mentre l'altra è stata adattata per essere utilizzata come ufficio di stato civile. Il faro è infatti spesso usato per la celebrazione di matrimoni.